# سابو (فیلم)
سابو (به ژاپنی: SABU 〜さぶ〜) فیلمی به کارگردانی تاکاشی میکه است که در سال ۲۰۰۲ منتشر شد.

## بازیگران
- تاتسویا فوجیوارا
- ساتوشی تسومابوکی
- رن اوسوگی
- توموکو تاباتا
- کازوئه فوکی ایشی
- کنجی ساوادا
- هیروشی تاماکی
- تاتسو یامادا
- کنیچی اندو